# J. Walter Thompson

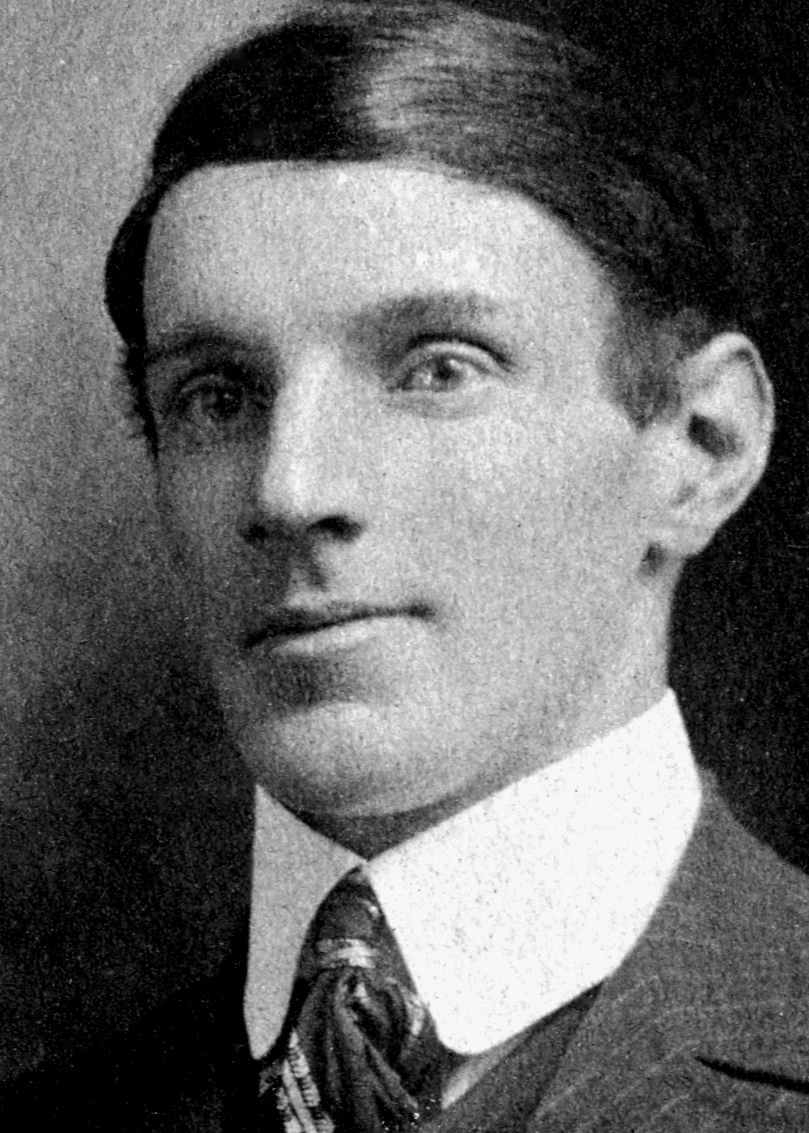
John William Twycross

J. Walter Thompson é uma agência de publicidade multinacional, de origem americana, fundada em 1864 por William James Carlton, e modificada por James Walter Thompson em 1877 para J. Walter Thompson Company (até 2005). É a mais antiga agência de publicidade do mundo. Em sua cartela de clientes constam as empresas HSBC, DTC. Ford, Nestlé, Shell, Pfizer e Vodafone, entre outras.
Depois de ter fundado com Fernando Pessoa a Empresa Nacional de Publicidade (em 1925, com capital da Ford), em 1926 e na dependência da agência de Madrid, Manuel Martins da Hora tornou-se representante em Portugal da J. Walter Thompson, tendo como colaborador o escritor. Pessoa (1888-1935) viveu a sua infância e juventude em Durban, na antiga colónia inglesa do Natal, onde o seu padrasto foi cônsul de Portugal. Terminado o curso liceal, o jovem estudou também na Escola Comercial de Durban, falando e escrevendo Inglês correctamente.
A relação de Fernando Pessoa com a publicidade foi longa: regressado a Lisboa em 1905, para estudar diplomacia, abandonou os estudos em 1907, iniciando a sua actividade profissional como estagiário na também americana R. G. Dun & Company, uma empresa de informações comerciais (actualmente D&B, Dun & Bradstreet). A célebre frase publicitária para a marca Coca-Cola, "primeiro estranha-se, depois entranha-se", atribuída por Luiz Moitinho de Almeida a Fernando Pessoa, é possível que tenha sido criada pelo escritor por volta de 1928, no âmbito da sua colaboração com a J. Walter Thompson.
Em 1929, a J.Walter Thompson foi a primeira agência internacional de publicidade a instalar-se no Brasil, sendo pioneira na introdução da fotografia nos anúncios, na realização da primeira pesquisa de mercado, e em várias atividades na jovem televisão brasileira. Desde a sua fundação, tem sido responsável pelo atendimento de marcas líderes de mercado. Entre elas, estão parcerias de longa data com empresas como a Unilever (desde 1967), a Nestlé (desde 1957) e a Warner Lambert (desde 1973).
A J. Walter Thompson instalou-se em Portugal em 1970, ainda como dependência da agência Latina (Latina Thompson Associates) mas fechou em 1974, após o 25 de Abril. Regressou em 1981 como J. Walter Thompson.